# Sekundchef
Sekundchef (den andre chefen) är en ställföreträdande chef. På ett militärt fartyg motsvaras sekundchef av titeln sekond, där vederbörande är den ställföreträdande chefen på fartyget. Begreppet kommer från latinets secundus, den andre.

## Regementschef
I vissa länder har regementscheferna vid livgarden av tradition titulerats sekundchef, eftersom respektive lands monark formellt sett har varit regementschef. 

### I Sverige
Regementschef på ett livgarde eller livregemente var 1774–1974 Sveriges kung. Vid kungens frånvaro var sekundchefen regementschef med överstes rang.
Även vid Flottans konstruktionskår fanns en sekundchef, då det officiellt var Generadjutanten för flottan som var kommenderande chef.
Vid de regementen som ingick i Kungl. Maj:ts Liv- och Hustrupper fanns alltid en sekundchef (eller andre chef/underchef). Det hette att "Vid de svenska gardesregementena samt Livregementets trenne kårer, vilkas chef konungen själv är, kallas den under honom kommenderande befälhavaren sekundchef"
År 1774 övertog Gustav III chefsrollen för Svea livgarde efter att dess chef generallöjtnanten, och översten vid Livgardet, Jacob Magnus Sprengtporten hade begärt avsked. Gustav III kom snart att inse att han ej personligen kunde ansvara för alla de rutiner som åligger en regementschef. Han utsåg då regementets överstelöjtnant att som sekundchef agera som förbandets egentliga chef. Detta lydnadsförhållande kom under tiden att utökas att gälla flera gardesförband, med undantag för år 1808–1809 då Gustav IV Adolf degraderade samtliga gardesregementen. Genom 1974 års regeringsform, som trädde i kraft 1 januari 1975, fråntogs kungen rollen som högste befälhavare för krigsmakten, vilket även kom att gälla rollen som regementschef över gardesförbanden. Från 1975 blev kungen istället hederschef över gardesförbanden. Numer är Carl XVI Gustaf hederschef för Livgardet (LG) och Livregementets husarer (K 3).